# Rio Arenteiro
Arenteiro é um rio espanhol da Galiza que flui pelo município de Carvalhinho até desaguar no rio Avia.